# Élection présidentielle américaine de 1920 au New Hampshire
 (août 2024).
L'élection présidentielle américaine de 1920 au New Hampshire a lieu le 2 novembre 1920, comme dans les 47 autres États qui composent alors les États-Unis. Les électeurs new-hampshirois choisissent des grands électeurs pour les représenter dans le collège électoral à travers un vote populaire. Le New Hampshire dispose en 1920 de 4 grands électeurs. L'État donne l'ensemble de ses grands électeurs au candidat du Parti républicain, le sénateur de l'Ohio Warren G. Harding. 
Le candidat vainqueur de ce scrutin dans tout le pays sera également Harding, qui occupera la présidence des États-Unis du 4 mars 1921 à sa mort, le 2 août 1923. 